# Перемир'я

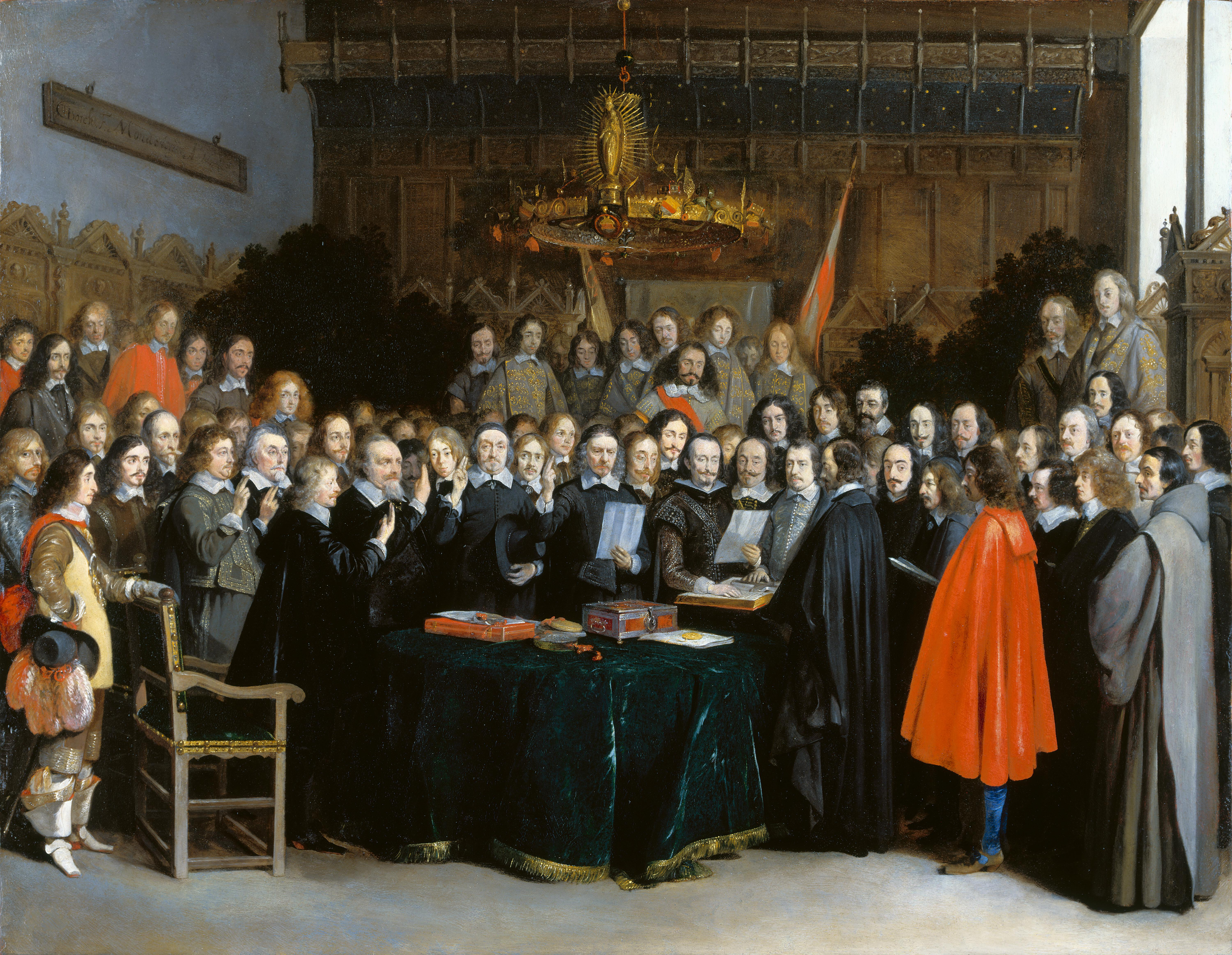
Ратифікація Мюнстерської угоди, 1648

Перемир'я (лат. indutiis, англ. armistice) — це ситуація у ході війни, коли сторони, що воюють погоджуються припинити боротьбу. Це не обов'язково є кінцем війни, це може бути лише припинення вогню для спроби провести переговори з установлення миру.

Перемир'я чи припинення вогню зазвичай позначає тимчасове припинення ворожих дій на узгоджений проміжок часу на погодженій території. Перемир'я може бути потрібне для початку проведення переговорів між воюючими сторонам.
Перемир'я є modus vivendi, однак зовсім не є мирним договором, що може тривати місяцями чи роками.  Перемир'я у Корейській війні 1953 року є яскравим прикладом перемир'я, яке не закінчилося укладенням мирного договору.
Рада Безпеки ООН часто запроваджує чи намагається впровадити перемир'я між воюючими сторонами сьогодні. Перемир'я завжди узгоджуються між самими сторонами і в сучасному міжнародному праві розглядаються як такі, що мають більшу зобов'язальну силу, аніж необов'язкові резолюції ООН про припинення вогню.
Ключовим аспектом в перемир'я є той факт, що боротьба закінчується, проте ніхто не здається.

## Міжнародно-правове регулювання перемир'я
У міжнародному праві перемир'я визначено як офіційна угода (часто документальна), яка припиняє бойові дії між «воюючими сторонами» у воєнному конфлікті.  1-ша Гаазька конференція 1899 року зазначає таке: «якщо тривалість [перемир'я] не зазначено», воюючі сторони можуть повернутися до бойових дій (Стаття 36) на свій розсуд, проте з відповідним оголошенням про такий намір.  У порівнянні із «зазначеним терміном» перемир'я, у цьому випадку бойові дії можуть розпочатися лише після закінчення визначеного терміну перемир'я. Коли воюючі сторони зазначають (насправді), що «це перемир'я цілком припиняє бойові дії» без будь-якого указання тривалості перемир'я, то таким чином тривалість перемир'я фіксується в тому сенсі, що відновлення бойових дій не допускається за жодних умов. Наприклад, Корейська угода про перемир'я називається «припиненням вогню і перемир'ям» і «має на меті укладенню перемир'я, яке забезпечить повне припинення бойових дій і всіх актів збройної боротьби в Кореї до остаточного мирного врегулювання...».

## Класифікація перемир’я
Міжнародне гуманітарне право визначаючи перемир’я як припинення воєнних дій між воюючими сторонами, класифікує його як:
- тимчасове чи повне;
- за взаємною угодою або на вимогу Ради Безпеки Організації Об’єднаних Націй;
- загальне, що поширюється на всі збройні сили, та місцеве (часткове), що встановлюється на окремих ділянках фронту;
- що встановлюється з різною метою: направлення парламентерів, проведення переговорів про припинення збройного конфлікту, збереження пам’ятників культури тощо.

### Загальне перемир’я
Загальне перемир’я призупиняє ведення воєнних дій між державами, які воюють, на всій території збройного конфлікту та оформляється у письмовій формі.
Загальне перемир’я може встановлюватися для реалізації домовленостей про:
- демілітаризовані зони,
- місцевості, що не обороняються,
- проліт санітарних літаків (вертольотів) над районами, що знаходяться під контролем противника,
- евакуацію населення тощо.

### Місцеве перемир’я
Місцеве перемир’я встановлюється для призупинення воєнних дій між окремими військовими частинами в обмеженому районі з метою:
- пошуку, збору та евакуації поранених, хворих і осіб, які потерпіли корабельну аварію (аварію літального апарата), та мертвих, а також їхнього обміну;
- попередження противника про порушення ним норм міжнародного гуманітарного права;
- виведення з оточення (із блокованих районів) поранених, хворих і осіб, які потерпіли корабельну аварію (аварію літального апарата), та переміщення через ці райони військово-медичного, військово-духовного персоналу та їхнього майна.

В угоді про місцеве перемир’я визначаються:
- час дії перемир’я;
- межа району пошуку (збору, обміну, евакуації) поранених, хворих, осіб, які потерпіли корабельну аварію (аварію літального апарата), та загиблих (мертвих);
- інші питання, виконання яких необхідно для дотримання угоди[4].

## День перемир'я
День перемир'я (що збігається у світі із Днем пам'яті і у США Днем ветеранів, які визнано святковими днями) відзначається щорічно 11 листопада на честь перемир'я, підписаного між союзниками у Першій світової війни і Німецькою імперією в Комп'єні, Французька республіка, задля припинення військових дій на Західному фронті у ході Першої світової війни. Перемир'я розпочалося об 11:00 ранку — «об одинадцятій годині одинадцятого дня одинадцятого місяця» 1918 року. Більшість країн змінило назву свята після закінчення Другої світової війни на честь ветеранів усіх наступних воєнних конфліктів. Більшість держав-членів Об'єднаних Націй прийняли термін «День пам'яті», у той час як Сполучені Штати вибрали термін «День усіх ветеранів».

## Перемир'я у ранній сучасній історії
- Копенгагенське перемир'я 1537 року закінчило Данську війну, що відома під назвою Графська чвара
- Альтмаркське перемир'я 1629 року між Шведською імперією і Річчю Посполитою
- Штумсдорфське перемир'я 1635 року між Річчю Посполитою і Шведською імперією
- Вестфальський мир 1648 року — перемир'я, що поклало край Тридцятирічній війні і Восьмирічній війні
- Андрусівське перемир'я 1667 року — сепаратне перемир'я Речі Посполитої з Московським царством, у результаті якого на порушення Переяславського договору поділено Україну між двома державами.

## Перемир'я у ХХ-му столітті
- І світова війнаОголошення перемир'я 11 листопада 1918 року викликало хвилю святкування у народів країн-переможниць.

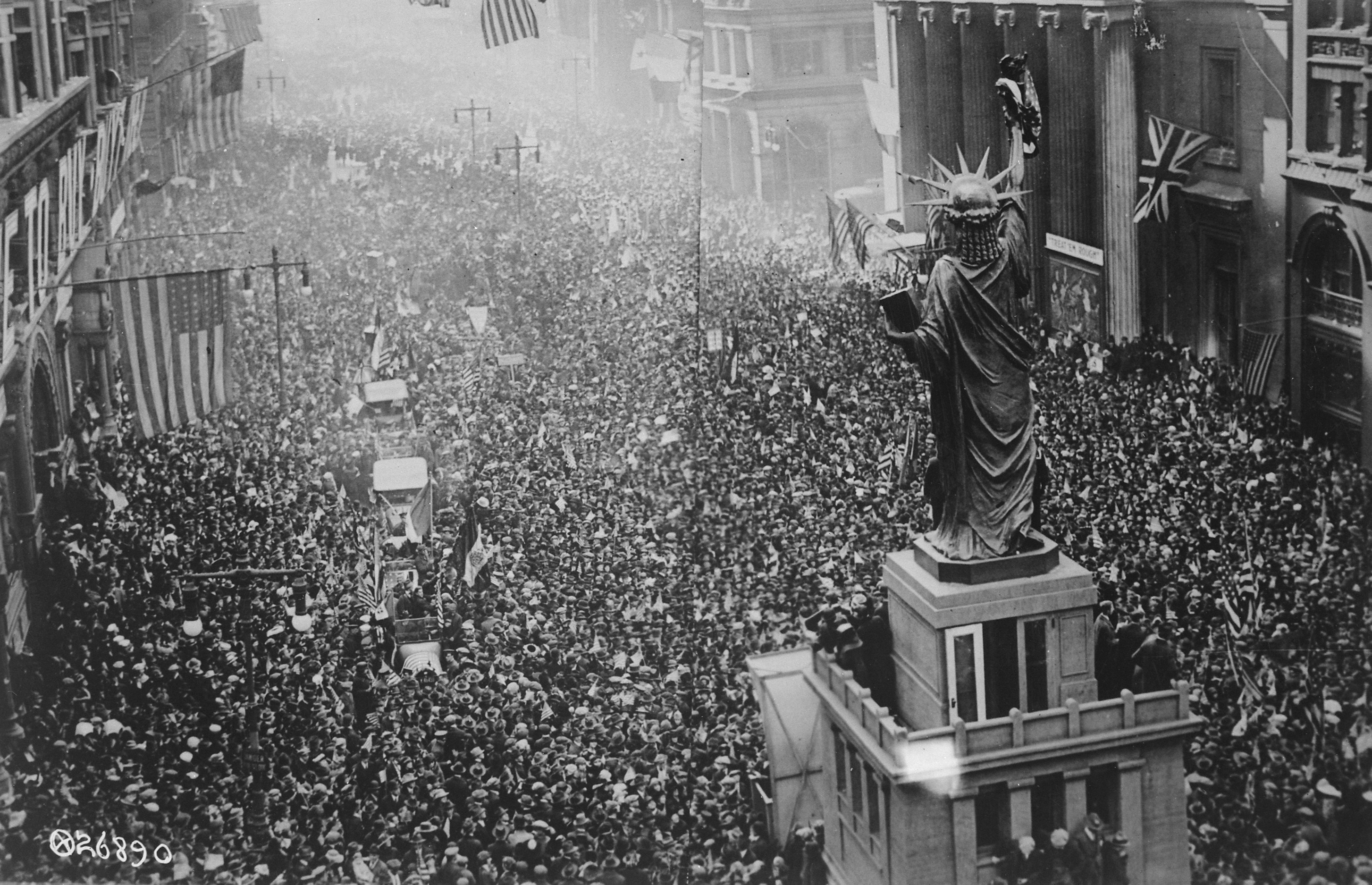
Оголошення перемир'я 11 листопада 1918 року викликало хвилю святкування у народів країн-переможниць.

  - Берестейський мир, перемир'я між більшовицькою Росією і Центральними державами у березні 1918 року
  - Перемир'я з Болгарським царством, також відоме як Солунське перемир'я у вересні 1918 (вихід Болгарського царства з Першої світової війни)
  - Мудросське перемир'я між Османською імперією й Антантою у жовтні 1918 року
  - Австро-Італійське перемир'я або перемир'я Вілла-Джусті закінчило війну на Італійському фронті на початку листопада 1918 року.
  - Комп'єнське перемир'я поклало край І-й світовій війні 11 листопада 1918 року[5]
- Муданійске перемир'я  1922 року між Туреччиною з одного боку, — і Королівством Італія, Французькою республікою, Великою Британією і Королівством Греція з другого боку.
- Друга світова війна
  - Друге Комп'єнське перемир'я, поразка Французької республіки в Другій світовій війні 1940 року
  - Перемир'я в Акрі між Британськими військами на Близькому Сході і Вішистськими військами в Сирії 1941 року
  - Перемир'я Союзників з Королівством Італія 1943 року означало вихід Королівства Італія з Другої світової війни
  - Московське перемир'я, укладене Фінляндією й СРСР 19 вересня 1944 року, що закінчило Тривалу війну між ними
- Родоське перемир'я (1949) між Ізраїлем і її сусідами: Королівством Єгипет, Йорданією, Ліваном і Сирією[6]
- Корейська угода про перемир'я липня 1953 року
- Женевські угоди укладено між Францією і В'єтмінем 20 липня 1954 року, що припинили Першу індокитайську війну
- Ев'янські угоди 1962 року про перемир'я в Алжирі з наміром зупинити Алжирську війну